# Орюк-Там (Чет-Нуринский айылный аймак)
Орюк-Там (кирг. Өрүк-Там) — село в Нарынском районе Нарынской области Кыргызстана. Входит в состав Чет-Нуринского айылного аймака.

## География
Село расположено в центральной части области, в высокогорной зоне, на левом берегу реки Малый Нарын, на расстоянии приблизительно 50 километров (по прямой) к северо-востоку от города Нарын, административного центра области и района.

## Население
Согласно оценочным данным Национального статистического комитета Кыргызской Республики, численность населения села на начало 2023 года составляла 146 человек.
| год     | 2009 | 2014 | 2015 | 2020 | 2021 | 2023 |
| ------- | ---- | ---- | ---- | ---- | ---- | ---- |
| человек | 149  | 155  | 155  | 137  | 146  | 146  |